# Трубницкий, Юрий
Юрий (Григорий, Ежи) Трубни́цкий (около 1680 — 1747) — член могилёвского магистрата с 1725 года, регент городской канцелярии с 1734 года, один из авторов Могилёвской хроники. Писал на польском языке.
Как летописец продолжил работу своего предшественника Трофима Сурты. Первая запись, сделанная рукой Юрия Трубницкого, относится к осени 1709 года, последняя — к 1746 году.
В 1747 году Юрий Трубницкий переписал работу Сурты и добавил свои комментарии о продолжении событий, описанных Трофимом. Достаточно высокими литературными качествами отличается его повествование о событиях Великой северной войны 1700—1721 годов, особенно подробно описаны события 1710-х годов. Часть хроники, написанная Юрием, отличается особенной политической заострённостью и демократизмом.
В качестве источников информации Юрий Трубницкий использовал воспоминания современников и свидетелей событий, документальные материалы могилёвского архива, историко-летописные источники и собственные наблюдения. В рукопись хроники Юрий внёс аллегорическую сатиру «Карнавал иноземный в Польше», а также сделанный им пересказ событий из книг по истории Дании и Швеции.
После смерти Юрия написание Могилёвской хроники продолжил его сын Александр, могилёвский купец и советник магистрата, ведший хронику с 1747 по 1788 год. Дело Юрия и Александра продолжил сын последнего Михаил, доведший содержание летописи до 1856 года.